# 萨沙·瓦洛
萨沙·瓦洛（法語：Sacha Valleau，1996年10月8日—）生于图卢兹，是一名法国男子橄榄球运动员。他在十岁时开始练习橄榄球，后来在图卢兹的俱乐部开始参加七人制橄榄球比赛。后来，他进入法国青年七人制橄榄球队，随队获得2014年南京青奥金牌，2015年，他加入法国成年七人制橄榄球国家队。之后的几年，他都以七人制橄榄球为主，直到2021年7月，他决定回归十五人制橄榄球赛场，与瓦讷橄榄球俱乐部签约。